# Go for it!/雨停的地方
《go for it!／雨停的地方》（日語：go for it!／雨の終わる場所），是日本樂團DREAMS COME TRUE的第13張單曲。1993年9月9日發行。

## 簡介
雙A面單曲，兩首曲目都收錄在第6張原創專輯《MAGIC》。
《go for it!》是DREAMS COME TRUE主唱吉田美和親自出演的資生堂產品「RECIENTE」的廣告歌曲。
總銷量達105.2萬張，是1993年日本單曲銷量第16位。DREAMS COME TRUE第二張銷量過百萬的單曲。

## 收錄曲目
1. go for it!
  - 作詞：吉田美和；作曲：吉田美和、中村正人；編曲：中村正人
  - 資生堂「RECIENTE」的廣告歌
  - 電影《7月7日，晴天》的插曲
2. 雨停的地方（雨の終わる場所）
  - 作詞：吉田美和；作曲、編曲：中村正人